# Patrick Bevin
Patrick Bevin (Hamilton, 15 de febrero de 1991) es un ciclista neozelandés que fue profesional entre 2010 y 2024.

## Carrera
En 2009, Bevin montó para el equipo de Nueva Zelanda Bici Vida1. Durante este tiempo, ganó dos victorias de etapa en el Tour de Southland 2009 y la victoria en la carrera por el Campeonato Oceánico de Ciclismo en Ruta. Él era el Bike Nueva Zelanda Ciclista de carretera Junior del Año. Bevin luego se trasladó a los Estados Unidos y corrió brevemente para el equipo de desarrollo Rubicon-Orbea, con un éxito significativo, y fue notado por el Bissell Cycling, un equipo de nivel continental americano. Bevin montó para Bissell hasta que el equipo terminó en el final de la estación 2013.  Durante este tiempo, ganó varias carreras de Critérium y la victoria en el Bucks County Classic de 2012.  A lo largo de la temporada 2014, cabalgó para el equipo australiano Search2retain–Health.com.au, ganando el National Capital Tour y ganándose un contrato con Avanti Racing Team para 2015. En 2014, también cabalgó para el equipo nacional de Nueva Zelanda en el 2014 An Post Rás, donde ganó dos etapas y la competencia de puntos y brevemente llevó la clasificación general.
En 2015, ahora montando para Avanti, Bevin fue tercero en el Campeonato de Nueva Zelanda de Ciclismo Contrarreloj y sexto en el Campeonato de Nueva Zelanda de Ciclismo en Ruta. Después de terminar 13º en la Cadel Evans Great Ocean Road Race, montó en el Herald Sun Tour 2015. En esta carrera, terminó en el top 10 en tres etapas, incluyendo la victoria en la etapa final (su primera victoria de nivel profesional) en Arthur Seat. Se ubicó en segundo lugar en la carrera, 11 segundos detrás de Cameron Meyer (Orica–GreenEDGE). Su carrera siguiente en la era The REV Classic en Nueva Zelanda, la raza casera de Bevin y promovido recientemente al estado 1.2; Bevin ganó la carrera en un sprint de tres hombres.
Bevin luego viajó a Taiwán para tener lugar en el Tour de Taiwán 2015. En la segunda etapa, ganó el final de colina delante de Hossein Askari y tomó la ventaja de la carrera. Después de perder el liderato ante Samad Poor Seiedi (Tabriz Petrochemical Team) al día siguiente, Bevin terminó cuarto en la general y ganó la clasificación de puntos, habiendo terminado entre los diez primeros en cuatro de las cinco etapas. Su siguiente carrera profesional fue el Tour de Corea. Bevin terminó primero en la etapa 4 (golpeando a Caleb Ewan en el sprint) y segundo en otros cinco. También terminó segundo en las clasificaciones general y de los puntos.
En agosto de 2015, se anunció que Bevin había firmado un contrato de dos años para montar en la UCI World Tour para Cannondale, con Jonathan Vaughters describiéndolo como "un piloto que parece tenerlo todo".
Fue nombrado en la lista de salida de la Vuelta a España 2016.

## Palmarés
2009 (como amateur)
- 2 etapas del Tour de Southland

2012
- Thompson Bucks County Classic
- 3.º en el Campeonato de Nueva Zelanda en Ruta

2014
- 2 etapas del An Post Rás
- Tour de Tasmania, más 2 etapas

2015
- 3.º en el Campeonato de Nueva Zelanda Contrarreloj
- 1 etapa del Herald Sun Tour
- The REV Classic
- 1 etapa del Tour de Taiwán
- 1 etapa del Tour de Corea

2016
- Campeonato de Nueva Zelanda Contrarreloj

2019
- Campeonato de Nueva Zelanda Contrarreloj
- 1 etapa del Tour Down Under

2022
- Tour de Turquía, más 1 etapa
- 1 etapa del Tour de Romandía

## Resultados en Grandes Vueltas y Campeonatos del Mundo
| Carrera              | Carrera              | 2010 | 2011 | 2012 | 2013 | 2014 | 2015 | 2016 | 2017  | 2018 | 2019 | 2020 | 2021 | 2022 | 2023 | 2024 |
| -------------------- | -------------------- | ---- | ---- | ---- | ---- | ---- | ---- | ---- | ----- | ---- | ---- | ---- | ---- | ---- | ---- | ---- |
|                      | Giro de Italia       | —    | —    | —    | —    | —    | —    | —    | —     | —    | —    | —    | 48.º | —    | —    | —    |
|                      | Tour de Francia      | —    | —    | —    | —    | —    | —    | —    | 114.º | Ab.  | Ab.  | —    | —    | —    | —    | —    |
|                      | Vuelta a España      | —    | —    | —    | —    | —    | —    | Ab.  | —     | —    | Ab.  | —    | —    | 75.º | —    | —    |
| Mundial en Ruta      | Mundial en Ruta      | —    | —    | —    | —    | —    | —    | —    | Ab.   | Ab.  | Ab.  | Ab.  | —    | —    | —    | —    |
| Mundial Contrarreloj | Mundial Contrarreloj | —    | —    | —    | —    | —    | —    | —    | —     | 8.º  | 4.º  | 12.º | —    | —    | —    | —    |

—: no participa

Ab.: abandono